# Стивенс, Лидия
Лидия Киттао Стивенс (в замужестве — Океч; англ. Lydia Kittao Stephens (Okech); род. 1 ноября 1945, Момбаса) — кенийская легкоатлетка, выступавшая в беге на короткие дистанции. Участница летних Олимпийских игр 1968 года.

## Биография
Лидия Стивенс родилась 1 ноября 1945 года в городе Момбаса в Британской Кении (сейчас в Кении).
Училась в университетском колледже Найроби.
Несколько раз выигрывала чемпионат Кении по лёгкой атлетике и была рекордсменкой страны в беге на 100 и 220 ярдов.
В 1965 году выиграла отбор на Всеафриканские игры в Браззавиле, однако вместо чернокожей Стивенс на турнир отправили белокожую бегунью, проигравшую ей.
В 1966 году дебютировала на международном уровне, выступив на Играх Британской империи и Содружества наций в Кингстоне. В беге на 100 ярдов заняла 5-е место.
В 1968 году вошла в состав сборной Кении на летних Олимпийских играх в Мехико. В беге на 100 метров не смогла завершить забег 1/8 финала из-за травмы. Также была заявлена в беге на 200 метров, но не вышла на старт.
Вскоре после Олимпиады завершила выступления.

## Личный рекорд
- Бег на 100 метров — 11,8 (1968)[1]